# Gdaňský sokol
Gdaňský sokol, též gdaňský vysokoletec, je plemeno holuba domácího vyznačující se dlouhým stříškovitým ocasem a chocholkou. Chová se především pro výstavní účely, i když nemá špatné schopnosti letu, létá především ve vysokých výškách. V seznamu plemen EE a v českém vzorníku plemen náleží mezi rejdiče a to pod číslem 0816.
Je to menší holub, který svými tělesnými znaky patří mezi dlouhozobé rejdiče: jeho profil hlavy je tvořen plynulým přechodem jen mírně zaobleného čela a zobáku. Hlava je prodloužená a tvoří podlouhlý, nízký oblouk. Zobák je dlouhý, slabý a narůžovělý, jen u tmavých barevných rázů je přípustná jeho tmavší špička. Oči jsou perlové, obočnice úzké a namodralé. Hlavu zdobí jednoduchá chocholka, která nepřechází v hřívu na krku ani netvoří postranní růžice. Krk gdaňského sokola je krátký a silný a přechází v dlouhý, štíhlý a téměř vodorovně nesený trup. Zvláštností tohoto plemene je jeho ocas: je tvořený 14-18 dlouhými rýdovacími pery, které jsou složené do vodorovné stříšky. Nohy jsou nižší a neopeřené.
Opeření je nejčastěji bílé, ale barevných rázů gdaňského sokola existuje nemálo, celobarevní pruhoví i kapratí v různých, i ředěných barvách, žíhaní bělouši, tygři, straky včetně běloocasých či rázy stříkané.